# Biosfeerreservaat Xingkai-Hu
Biosfeerreservaat Xingkai-Hu (Vereenvoudigd Chinees: 兴凯湖国家级自然保护区; Russisch: Национальный природный резерват Синкай-ху) is een nationaal natuurreservaat gelegen in de provincie Heilongjiang in het noordoosten van China en grenst gedeeltelijk aan de kraj Primorje in het Russische Verre Oosten. Het gebied werd voor het eerst beschermd in 1986, toen het werd opgericht tot provinciaal natuurreservaat. In 1994 volgde een opschaling van de beschermingsstatus naar nationaal natuurreservaat. In 2007 werd Xingkai-Hu toegevoegd aan de lijst van biosfeerreservaten, onder het Mens- en Biosfeerprogramma (MAB) van UNESCO en heeft momenteel een oppervlakte van 2.224,88 km². Het gebied valt sinds 1974 ook onder de Conventie van Ramsar.

## Status
Biosfeerreservaat Xingkai-Hu omvat de noordelijke oevers van het Chankameer en de riviervlakte van de Soengatsja. Het zuidoostelijke deel van het reservaat grenst aan Biosfeerreservaat Chankajski, dat aan de Russische zijde van het Chankameer ligt. In 1996 zorgde een overeenkomst tussen de regering van de Russische Federatie en de Volksrepubliek China ervoor, dat er een grensoverschrijdend natuurreservaat werd gecreëerd. Sinds 2007 valt Biosfeerreservaat Xingkai-Hu onder het Mens- en Biosfeerprogramma van UNESCO. Biosfeerreservaat Chankajski werd al in 2005 eerder ingeschreven.

## Fauna
Biosfeerreservaat Xingkai-Hu is een belangrijk reservaat voor verschillende vogelsoorten die beschermd zijn in China, waaronder de Chinese kraanvogel (Grus japonensis), witnekkraanvogel (Grus vipio), zwartsnavelooievaar (Ciconia boyciana), zeearend (Haliaeetus albicilla) en middelste zilverreiger (Egretta eulophotes). Biosfeerreservaat Xingkai-Hu is door Birdlife International aangewezen als Important Bird Area (IBA), wat inhoudt dat het gebied van internationaal belang is voor enkele kwetsbare en bedreigde vogelsoorten. In Xingkai-Hu zijn dat onder meer de dwerggans (Anser erythropus), Baers witoogeend (Aythya baeri), wilde zwaan (Cygnus cygnus), taigarietgans (Anser fabalis), zwaangans (Anser cygnoides) en smient (Anas penelope). Zoogdieren die hier voorkomen zijn bijvoorbeeld het Siberisch ree (Capreolus pygargus), wasbeerhond (Nyctereutes procyonoides) en de vos (Vulpes vulpes). Een opmerkelijke amfibieënsoort is de Siberische landsalamander (Salamandrella keyserlingii).